# Halberstädter Straße 14 (Quedlinburg)

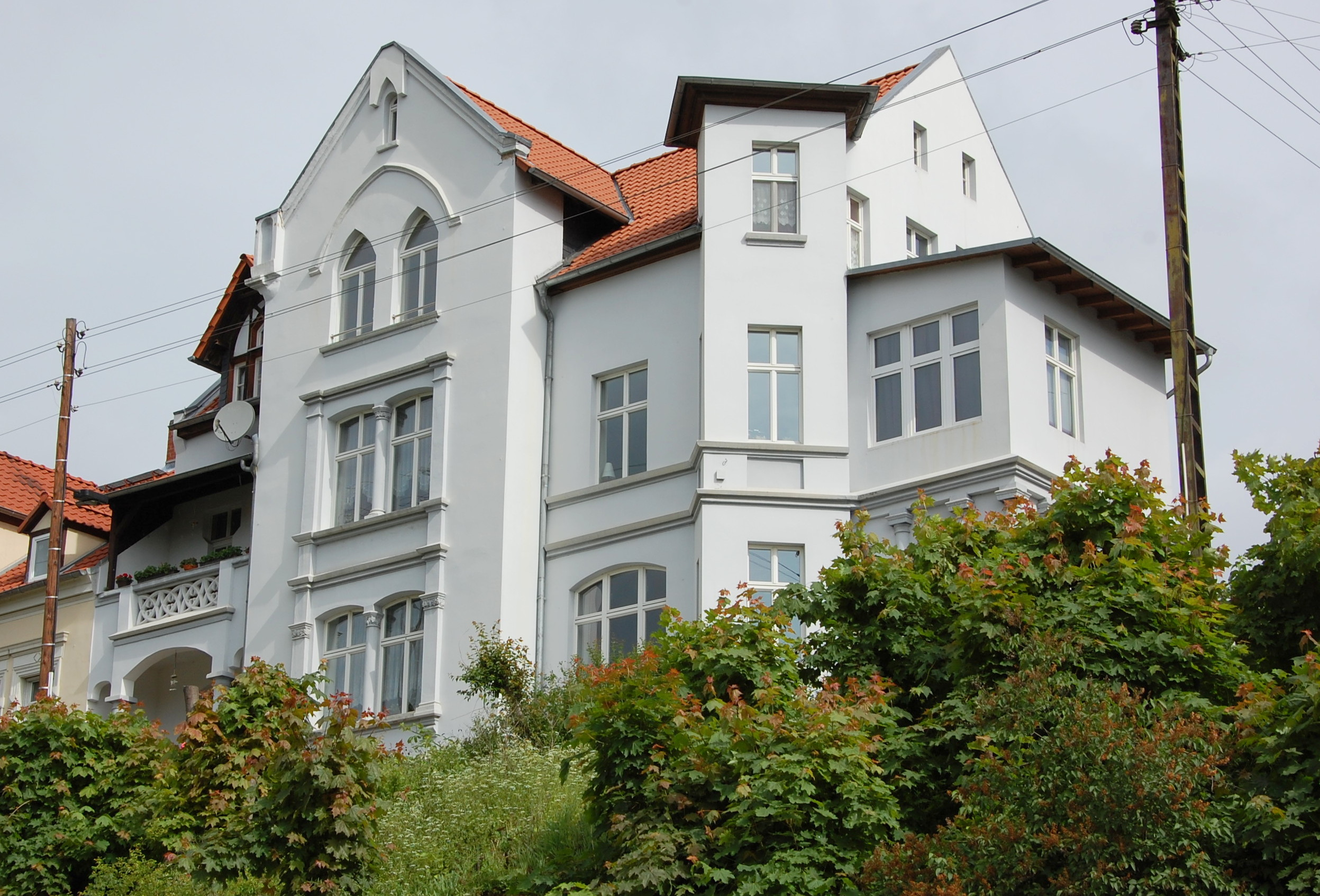
Haus Halberstädter Straße 14

Das Haus Halberstädter Straße 14 ist ein denkmalgeschütztes Gebäude in der Stadt Quedlinburg in Sachsen-Anhalt.

## Lage
Das Gebäude befindet sich nördlich der historischen Quedlinburger Altstadt in einer Hanglage oberhalb der Stadt. Es ist im Quedlinburger Denkmalverzeichnis als Villa eingetragen.

## Architektur und Geschichte
Die Villa wurde in den Jahren 1896/1897 im Stil des Historismus errichtet. Die Fassade weist mit einem Maßwerk Elemente der Neogotik auf. Darüber hinaus zeigen sich mit einer Säulenloggia auch Formen der Neorenaissance. Ein späterer Umbau des hauses führte zu einem veränderten Erscheinungsbild.